# Salvia muelleri
Salvia muelleri là một loài thực vật có hoa trong họ Hoa môi. Loài này được Epling miêu tả khoa học đầu tiên năm 1938.

## Hình ảnh

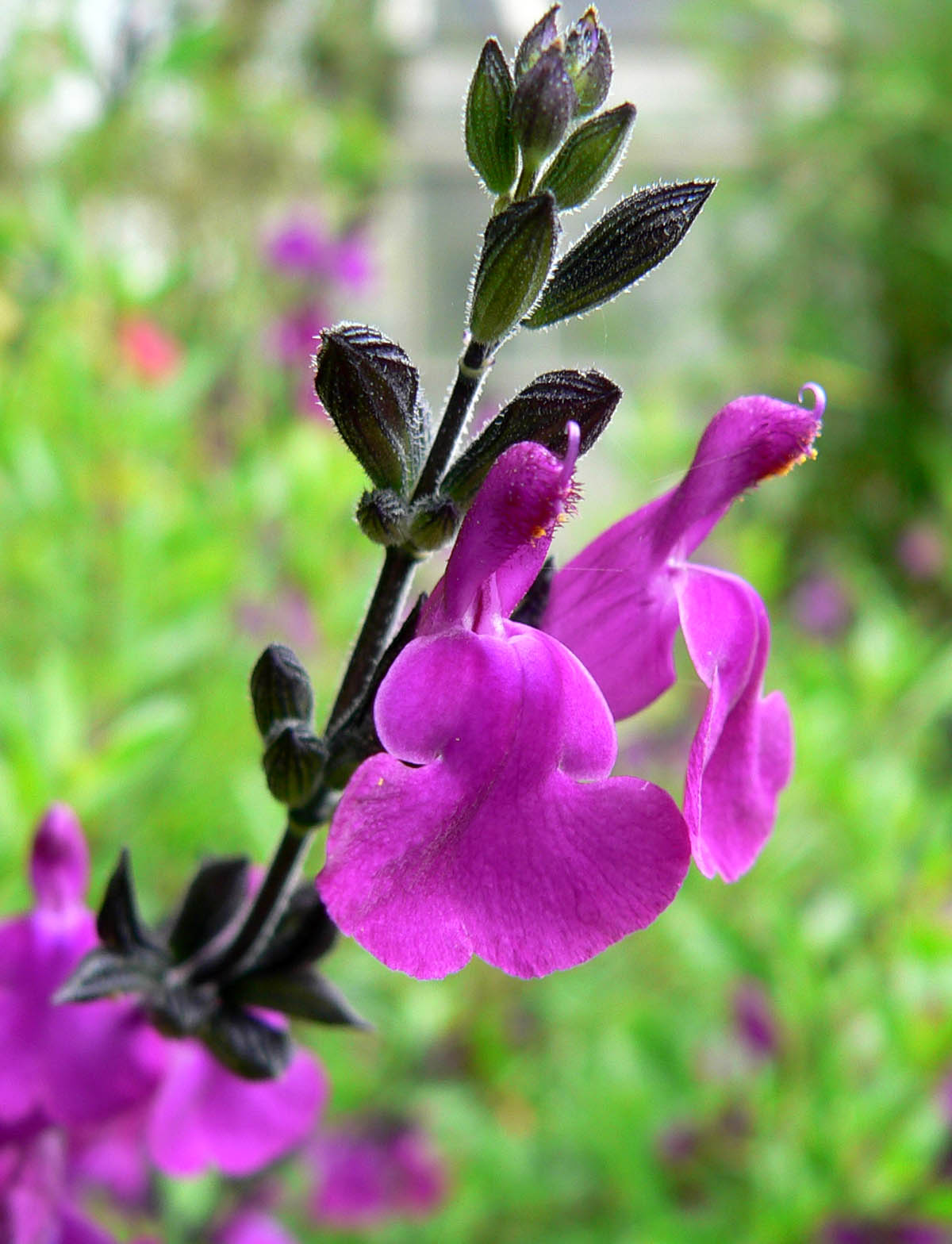
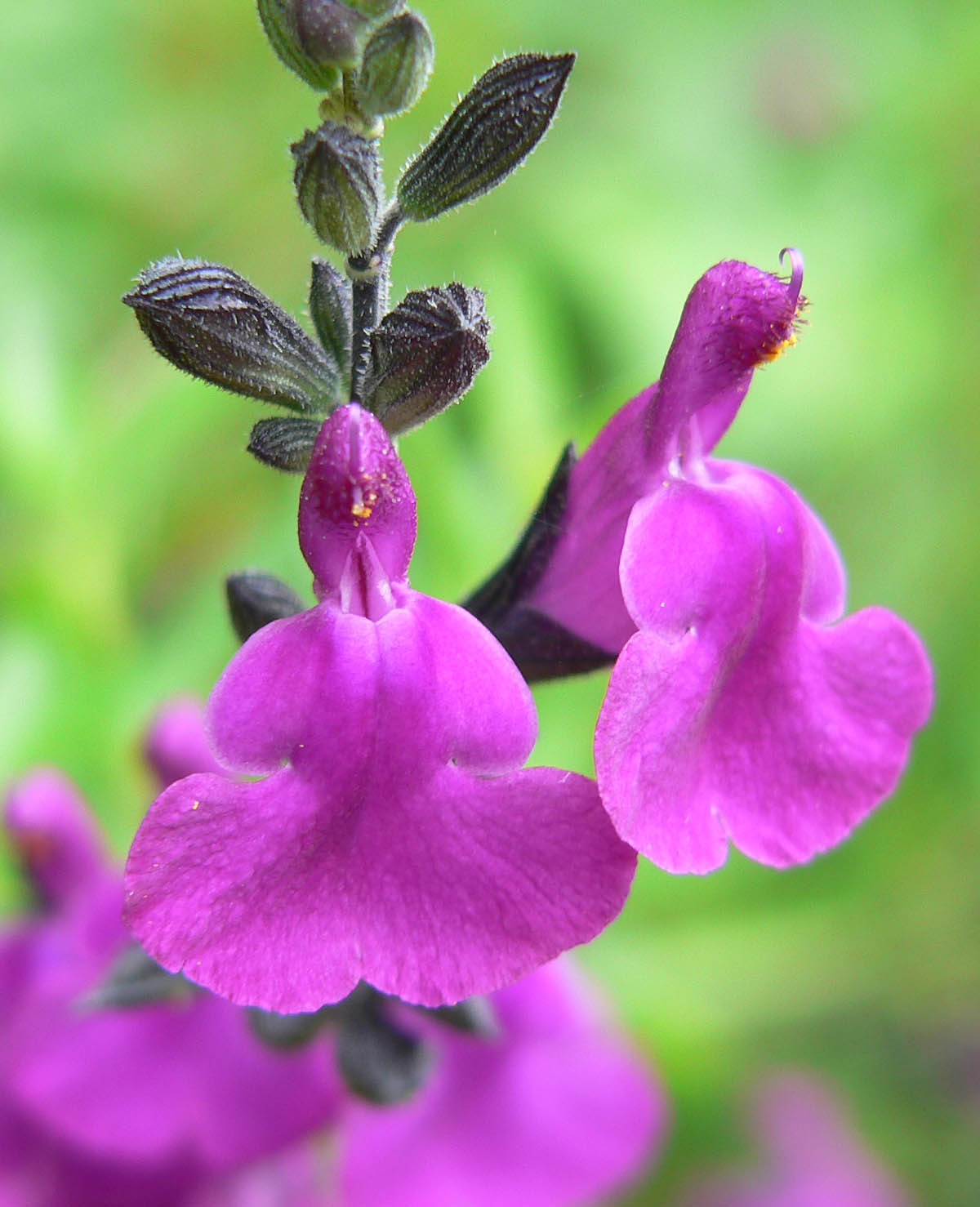